# FK Modriča Maxima
Der Fudbalski Klub Modriča Maxima ist ein bosnisch-herzegowinischer Fußballverein aus Modriča, Republika Srpska. Der Verein spielt in der Saison 2014/15 in der dritthöchsten Spielklasse des Landes, der Druga Liga RS.

## Allgemeines
Die Mannschaft spielt im Stadion Dr. Milan Jelić (früher Maxima Stadion), welches 4.000 Zuschauern Platz bietet. Hauptsponsor ist der in Modriča ansässige Mineralölkonzern Maxima.

## Geschichte
Der Klub wurde 1922 gegründet. 2003 stieg die Mannschaft das erste Mal in die höchste bosnisch-herzegowinische Spielklasse auf.
Die bisher größten Erfolge des Klubs waren der Gewinn des bosnisch-herzegowinischen Pokals 2004 und der Gewinn der Meisterschaft 2008. In der Saison 2004/05 erreichte der FK Modriča UEFA-Pokal-Qualifikation. Zunächst bezwang man den FC Santa Coloma aus Andorra, schied jedoch in der nächsten Runde gegen Lewski Sofia aus Bulgarien aus.
In der Saison 2007/08 wurde Modriča zum ersten Mal in der Vereinsgeschichte bosnisch-herzegowinischer Meister. Die Meisterschaft wurde dabei erst im letzten Spiel entschieden, nachdem man lange Zeit gleichauf mit NK Čelik Zenica lag.
Zwei Jahre später im Sommer 2010 stieg man nach einer schwachen Saison in die zweitklassige Prva Liga ab. Dort belegte man in den folgenden Jahren jeweils nur Plätze im Mittelfeld und stieg nach der Saison 2013/14 noch weiter in die dritte Klasse ab. 

## Erfolge
- Bosnischer-Herzegowinischer Meister: 2007/08
- Bosnisch-Herzegowinischer Pokalsieger: 2003/04